# The County Chairman (1914)
The County Chairman is een Amerikaanse dramafilm uit 1914 onder regie van Allan Dwan. De film is wellicht zoekgeraakt.

## Verhaal
Jim Hackler is de politieke leider van een kleine stad. Als de advocaat Elias Rigby besluit om te kandideren naar het ambt van officier van justitie, ziet Hackler zijn kans schoon om zich op hem te wreken. Rigby en Hackler waren beste vrienden tijdens hun legerdienst, maar Rigby heeft toen het liefje van Hackler afgepakt. Hackler overreedt de verloofde van de dochter van Rigby om zich ook verkiesbaar te stellen, maar de zaken draaien anders uit dan verwacht.

## Rolverdeling
| Acteur                | Personage            |
| --------------------- | -------------------- |
| Harold Lockwood       | Tillford Wheeler     |
| Macklyn Arbuckle      | Jim Hackler          |
| Willis P. Sweatnam    | Sassafras Livingston |
| William Lloyd         | Elias Rigby          |
| Daisy Jefferson       | Lucy Rigby           |
| Helen Aubrey          | Mevrouw Rigby        |
| Mabel Wilbur          | Lorena Watkins       |
| Amy Summers           | Chick                |
| Wellington A. Playter | Joseph Whittaker     |